# MSC Seaview
Die MSC Seaview ist ein Kreuzfahrtschiff. Es ist nach der 2017 fertiggestellten MSC Seaside das zweite Schiff der Seaside-Klasse, der fünften Schiffsgeneration von MSC Cruises. Das gut 5.300 Passagiere fassende Schiff ist der dritte Neubau im Rahmen des MSC-Investitions- und Wachstumsprogramms.

## Geschichte
Das Schiff wurde gemeinsam mit dem Schwesterschiff MSC Seaside im Mai 2014 bei Fincantieri unter dem Projektnamen "Seaside" in Auftrag gegeben. Der Auftrag beinhaltete auch eine Option über ein drittes Schiff mit geplanter Ablieferung im Jahr 2021, die spätere MSC Seashore.
Der Bau der MSC Seaview begann am 16. Oktober 2015. Am 2. Februar 2017 fand im Rahmen der Kiellegung des Schiffes die traditionelle Münzzeremonie auf der Bauwerft in Monfalcone statt. Das Aufschwimmen erfolgte am 23. August 2017, anschließend wurde das Schiff ausgedockt.
Der Bau der MSC Seaview kostete, wie auch der der MSC Seaside, circa 700 Millionen Euro.
Das Schiff sollte ursprünglich im Mai 2018 abgeliefert und am 2. Juni 2018 in Civitavecchia, Italien getauft werden. Beim Bau kam es zu Verzögerungen, das Schiff wurde am 4. Juni 2018 abgeliefert und am 9. Juni in Genua durch Sophia Loren getauft. Am 10. Juni wurde die MSC Seaview in Dienst gestellt.
Sie soll gemeinsam mit der Costa Diadema als Hotel beim UNFCCC COP 30 dienen.

## Ausstattung
Die MSC Seaview verfügt ähnlich dem Schwesterschiff MSC Seaside über ein vielfältiges Unterhaltungsangebot. Es wurde für warme Fahrtgebiete entwickelt und besitzt über 13.000 Quadratmeter an Außenbereichen.
Das Schiff besitzt mehrere Außenpools sowie einen überdachbaren Pool. Ein weiteres Merkmal des Schiffes ist der Waterfront Boardwalk, eine 360°-Promenade auf Deck 7 und 8. An dieser Promenade sind verschiedene Bars und Restaurants zu finden. An diesem liegen beidseitig die Infinity Bridges, zwei Glasbrücken über dem Meer. Die Rettungsboote der MSC Seaside wurden für diese Promenade extra unterhalb derselben untergebracht.
Auch an Bord zu finden ist ein Aqua Park mit vier Wasserrutschen und einem Mix aus Abenteuerspielplatz und Kinderpools, auf Deck 18 direkt am Schornstein. Hier befindet sich auch eine 120 Meter lange Seilrutsche, die am Heck des Schiffes endet. Sie gilt als längste Seilrutsche auf See.
Das Schiff verfügt über ein Theater mit 934 Plätzen. In diesem finden täglich vier Vorstellungen statt. Darüber hinaus verfügt das Schiff über zwei Bowlingbahnen in Originalgröße, einen Baby-Club, einen Mini- und Juniors-Club und einen Teens-Club. Ebenfalls befindet sich an Bord ein Casino.
Das Schiff verfügt über neun verschiedene Restaurants, darunter das Hauptrestaurant, ein großes Buffetrestaurant und verschiedene Spezialitätenrestaurants, sowie 20 Bars und Lounges. Am Heck des Schiffes befinden sich Panoramaaufzüge und eine 30 Meter lange Glasbrücke.
Die MSC Seaview verfügt ebenso wie seit der MSC Fantasia alle Schiffe von MSC Kreuzfahrten auch über den MSC Yacht Club. Der MSC Yacht Club ist ein Schiff-im-Schiff Konzept für die Kabinen der zugeordneten Preiskategorie Yacht Club. Den Gästen steht im Yacht Club ein eigenes Gourmet-Restaurant ohne Tischzeiten zur Verfügung. Des Weiteren gibt es im Yacht Club die "Top-Sail"-Lounge mit Snacks und Getränken vorne am Bug. Zudem gibt es das "The One"-Sonnendeck, mit eigenem Pool und Whirlpools sowie Speisen und Getränken.
In der MSC Seaview sind einige moderne Technologien zur Reduzierung der Umweltbelastungen verbaut. Zu den wichtigsten verbauten Systemen gehören der Scrubber und Partikelfilter für die Abgase. Zudem verfügt das Schiff über einen Landstromanschluss und ein Energiespar- und Monitoring-System bzw. AWT-System. Mit diesen Systemen sollen Strom-, Treibstoff- und Wasserverbrauch besser koordiniert und die Rückstände besser verarbeitet und behandelt werden.
Das Schiff hat bei Vollauslastung ein Fläche-pro-Passagier-Verhältnis von 10,5 m² pro Passagier. Die Deckfläche beträgt ca. 450.000 m². Von diesen 450.000 m² sind ca. 13.000 m² Außenfläche.   Das Schiff ist etwa 72 Meter hoch.